# Engeland
Engeland  est une localité des Pays-Bas appartenant à la commune d’Apeldoorn.